# Mihail Ivanov
Mihail Aleksandrov Ivanov (in bulgaro Михаил Иванов?; Sofia, 7 agosto 1989) è un ex calciatore bulgaro, portiere.

## Caratteristiche tecniche
Portiere dotato di buoni riflessi, è abile nel gioco con i piedi.

## Carriera

### Club
Dopo gli inizi nelle giovanili del Levski Sofia, nel 2004, all'età di 15 anni, si trasferisce in Italia, ingaggiato dalla R.C. Angolana. Esordisce in prima squadra nella formazione abruzzese nel finale del campionato di Serie D 2006-2007, e nella stagione successiva passa al Siena, con cui viene impiegato nella formazione Primavera. Con i bianconeri raggiunge la finale scudetto nella stagione 2008-2009, persa contro il Palermo, nella quale risulta tra i migliori in campo.
Rimane al Siena, senza mai esordire in prima squadra, fino al 2010, quando viene ceduto in prestito al Foggia, in Prima Divisione. Nella squadra allenata da Zdeněk Zeman offre un rendimento inferiore alle attese, commettendo numerosi errori, e chiude la stagione con 16 presenze e 26 reti subite. Rientrato al Siena, viene inizialmente ceduto in prestito all'Atletico Roma; dopo l'esclusione dei capitolini dal campionato, rimane in Toscana come quarto portiere fino al gennaio 2012, quando si trasferisce in prestito al Piacenza, sempre in Prima Divisione. Fa il suo debutto con la maglia biancorossa il 29 gennaio nel derby vinto per 1-0 contro la Cremonese. Con gli emiliani retrocede a fine stagione dopo aver perso i play-out contro il Prato.
Dopo una breve parentesi nuovamente nel Siena, il 31 agosto 2012 viene ceduto definitivamente al Botev Vraca, formazione neopromossa nella A PFG bulgara allenata ad inizio stagione da Giuliano Sonzogni. Dopo aver debuttato nel massimo campionato bulgaro il 15 settembre nella sconfitta per 3-0 in casa del CSKA Sofia, disputa la prima parte del campionato da titolare, con 11 presenze e 9 reti subite, prima di far ritorno al Levski Sofia nella sessione invernale del calciomercato. Fa il suo debutto con il Levski il 17 marzo 2013 nella partita contro il Montana terminata 0-0.
Dopo una stagione e mezza da riserva, nel luglio 2014 rescinde il contratto e si trasferisce al Botev Plovdiv, sempre nella massima serie bulgara. Riserva di Adam Stachowiak nella prima stagione, viene promosso a titolare nel campionato 2015-2016, tuttavia, dopo una prestazione negativa alla seconda giornata nella sconfitta per 6-0 contro il Montana, il suo contratto viene rescisso consensualmente. Nel 2016 si trasferisce al Vitoša Bistrica, militante nella terza serie bulgara con cui ottiene la promozione in seconda serie.
Nell'estate 2016 torna in Italia alla Robur Siena, militante nel campionato di Lega Pro. Fa il suo debutto con i bianconeri il 23 ottobre 2016 nella sconfitta casalinga per 3-2 contro il Piacenza. Chiude la stagione con 2 presenze in campionato e 2 in Coppa Italia Lega Pro. A fine stagione torna in Bulgaria al Vitosha Bistritsa, nel frattempo promosso in massima serie.
Dopo 12 presenze e 23 reti subite nella prima parte della stagione, nel marzo 2018 si trasferisce in Svezia, all'AFC Eskilstuna, squadra militante in Superettan, la seconda serie nazionale, con la quale firma un contratto biennale. Fa il suo debutto in Svezia il 12 maggio seguente nella partita pareggiata 2-2 contro il Varberg subentrando all'infortunato Curci, di cui sarà riserva per tutto l'anno, tanto da riuscire a collezionare solo due presenze in campionato con una rete subita, in una stagione conclusa dall'AFC Eskilstuna con la promozione in Allsvenskan 2019.
Confermato anche per la stagione successiva, Ivanov fa il suo debutto nel massimo campionato svedese il 31 marzo 2019 nella partita vinta per 3-1 contro l'IFK Göteborg. Riesce a disputare solo tre partite, in un campionato trascorso come riserva sia di Ihor Levchenko che di Ole Söderberg. L'AFC Eskilstuna chiude il campionato all'ultimo posto e retrocede in Superettan, mentre Ivanov rimane svincolato per fine contratto.
Conclusasi l'esperienza svedese, fa ritorno in patria accasandosi per la parte finale della stagione 2019-2020 al Carsko Selo, squadra militante nella massima serie bulgara. Fa il suo debutto con la nuova maglia il 13 luglio 2020 nella sconfitta per 1-0 sul campo del Dunav Ruse valida per l'ultima giornata dei play-out 11º-13º posto; questa presenza rimane l'unica al termine della stagione, che vede il Carsko Selo conquistare la permanenza nella Parva Liga. Rimane nella squadra anche la stagione successiva, totalizzando 2 presenze in campionato, senza reti subite, 2 nel girone play-off per l'accesso agli spareggi per la Conference League, con 6 reti subite, e 2 in coppa di Bulgaria, con 2 reti subite, rimanendo poi svincolato a fine anno.

### Nazionale
Nell'ottobre 2009 viene convocato dalla nazionale bulgara Under-21 per la gara contro il Montenegro valida per le qualificazioni al campionato europeo di calcio Under-21 2011, senza però scendere in campo.
Viene convocato per la prima volta nella nazionale bulgara nel maggio 2013, ed esordisce con la rappresentativa del suo paese il 4 giugno successivo, subentrando a Plamen Iliev nell'amichevole contro il Kazakistan.

## Statistiche

### Presenze e reti nei club
| Stagione                 | Squadra                  | Campionato               | Campionato | Campionato | Coppe nazionali | Coppe nazionali | Coppe nazionali | Coppe continentali | Coppe continentali | Coppe continentali | Totale | Totale |
| Stagione                 | Squadra                  | Comp                     | Pres       | Reti       | Comp            | Pres            | Reti            | Comp               | Pres               | Reti               | Pres   | Reti   |
| ------------------------ | ------------------------ | ------------------------ | ---------- | ---------- | --------------- | --------------- | --------------- | ------------------ | ------------------ | ------------------ | ------ | ------ |
| 2006-2007                | R.C. Angolana            | D                        | 1          | -1         | -               | -               | -               | -                  | -                  | -                  | 1      | -1     |
| 2007-2008                | Siena                    | A                        | 0          | 0          | CI              | 0               | 0               | -                  | -                  | -                  | 0      | 0      |
| 2008-2009                | Siena                    | A                        | 0          | 0          | CI              | 0               | 0               | -                  | -                  | -                  | 0      | 0      |
| 2009-2010                | Siena                    | A                        | 0          | 0          | CI              | 0               | 0               | -                  | -                  | -                  | 0      | 0      |
| 2010-2011                | Foggia                   | PD                       | 16         | -26        | CI-LP           | 4               | -5              | -                  | -                  | -                  | 20     | -31    |
| 2011-gen. 2012           | Siena                    | A                        | 0          | 0          | CI              | 0               | 0               | -                  | -                  | -                  | 0      | 0      |
| gen.-giu. 2012           | Piacenza                 | PD                       | 14+2       | -14+ -1    | CI-LP           | 2               | -2              | -                  | -                  | -                  | 18     | -17    |
| ago. 2012                | Siena                    | A                        | 0          | 0          | CI              | 0               | 0               | -                  | -                  | -                  | 0      | 0      |
| 2012-gen. 2013           | Botev Vraca              | A-PFG                    | 11         | -9         | CB              | 0               | 0               | -                  | -                  | -                  | 11     | -9     |
| gen.-giu. 2013           | Levski Sofia             | A-PFG                    | 2          | -1         | CB              | 2               | -1              | -                  | -                  | -                  | 4      | -2     |
| 2013-2014                | Levski Sofia             | A-PFG                    | 0          | 0          | CB              | 1               | 0               | UEL                | 0                  | 0                  | 1      | 0      |
| Totale Levski Sofia      | Totale Levski Sofia      | Totale Levski Sofia      | 2          | -1         |                 | 3               | -1              |                    | 0                  | 0                  | 5      | -2     |
| 2014-2015                | Botev Plovdiv            | A -PFG                   | 5+3        | -7+ -5     | CB              | 1               | 0               | UEL                | 0                  | 0                  | 9      | -12    |
| ago.-set. 2015           | Botev Plovdiv            | A -PFG                   | 2          | -7         | CB              | 0               | 0               | -                  | -                  | -                  | 2      | -7     |
| Totale Botev Plovdiv     | Totale Botev Plovdiv     | Totale Botev Plovdiv     | 7+3        | -14+ -5    |                 | 1               | 0               |                    | 0                  | 0                  | 11     | -19    |
| 2016                     | Vitoša Bistrica          | V-AFG                    | 14         | 0+         | -               | -               | -               | -                  | -                  | -                  | 14     | 0+     |
| 2016-2017                | Siena                    | LP                       | 2          | -3         | CI-LP           | 2               | -2              | -                  | -                  | -                  | 4      | -5     |
| Totale Siena             | Totale Siena             | Totale Siena             | 2          | -3         |                 | 2               | -2              |                    | -                  | -                  | 4      | -5     |
| 2017-2018                | Vitoša Bistrica          | A-PFG                    | 12         | -23        | CB              | 0               | 0               | -                  | -                  | -                  | 12     | -23    |
| Totale Vitosha Bistritsa | Totale Vitosha Bistritsa | Totale Vitosha Bistritsa | 26         | -23+       |                 | 0               | 0               |                    | -                  | -                  | 26     | -23+   |
| 2018                     | AFC Eskilstuna           | S1                       | 2          | -1         | CS              | 0               | 0               | -                  | -                  | -                  | 2      | -1     |
| 2019                     | AFC Eskilstuna           | A                        | 3          | -5         | CS              | 1               | -1              | -                  | -                  | -                  | 4      | -6     |
| Totale AFC Eskilstuna    | Totale AFC Eskilstuna    | Totale AFC Eskilstuna    | 5          | -6         |                 | 1               | -1              |                    | -                  | -                  | 6      | -7     |
| 2019-2020                | Carsko Selo              | A-PFG                    | 0+1        | 0+ -1      | CB              | -               | -               | -                  | -                  | -                  | 1      | -1     |
| 2020-2021                | Carsko Selo              | A-PFG                    | 2+2        | 0+-6       | CB              | 2               | -2              | -                  | -                  | -                  | 6      | -8     |
| Totale Carsko Selo       | Totale Carsko Selo       | Totale Carsko Selo       | 2+3        | -0+ -7     |                 | 2               | -2              |                    | -                  | -                  | 7      | -9     |
| Totale                   | Totale                   | Totale                   | 94         | -111       |                 | 15              | -13             |                    | 0                  | 0                  | 108    | -122+  |

### Cronologia presenze e reti in Nazionale
| Cronologia completa delle presenze e delle reti in nazionale ― Bulgaria | Cronologia completa delle presenze e delle reti in nazionale ― Bulgaria | Cronologia completa delle presenze e delle reti in nazionale ― Bulgaria | Cronologia completa delle presenze e delle reti in nazionale ― Bulgaria | Cronologia completa delle presenze e delle reti in nazionale ― Bulgaria | Cronologia completa delle presenze e delle reti in nazionale ― Bulgaria | Cronologia completa delle presenze e delle reti in nazionale ― Bulgaria | Cronologia completa delle presenze e delle reti in nazionale ― Bulgaria |
| Data                                                                    | Città                                                                   | In casa                                                                 | Risultato                                                               | Ospiti                                                                  | Competizione                                                            | Reti                                                                    | Note                                                                    |
| ----------------------------------------------------------------------- | ----------------------------------------------------------------------- | ----------------------------------------------------------------------- | ----------------------------------------------------------------------- | ----------------------------------------------------------------------- | ----------------------------------------------------------------------- | ----------------------------------------------------------------------- | ----------------------------------------------------------------------- |
| 4-6-2013                                                                | Almaty                                                                  | Kazakistan                                                              | 1 – 2                                                                   | Bulgaria                                                                | Amichevole                                                              | -1                                                                      | 55’                                                                     |
| Totale                                                                  |                                                                         | Presenze                                                                | 1                                                                       |                                                                         | Reti                                                                    | -1                                                                      |                                                                         |